# From The Beginning
From The Beginning은 가수 윤종신의 베스트 앨범이다. 2002년까지 자신의 앨범에 수록된 노래와 참여한 노래 중에서 총 27곡을 선정하여 베스트 앨범에 수록되었다. 이 베스트 앨범에 수록된 노래는 주로 발라드 풍의 곡들이다. 자신의 앨범에 수록된 곡 외에도 자신이 객원 보컬로 참여했던 015B와 토이의 곡들도 있다.

## 수록곡
| #   | 제목                                                                                        | 작사   | 작곡           | 편곡           | 재생 시간 |
| --- | ------------------------------------------------------------------------------------------- | ------ | -------------- | -------------- | --------- |
| 1.  | 〈너의 결혼식〉 (2집 Sorrow 타이틀곡)                                                       | 박주연 | 정석원         | 정석원, 유희열 |           |
| 2.  | 〈오래전 그날〉 (3집 The Natural 타이틀곡)                                                  | 박주연 | 윤종신, 정석원 | 정석원, 유희열 |           |
| 3.  | 〈환생〉 (5집 우 타이틀곡)                                                                  | 윤종신 | 윤종신, 유희열 | 유희열         |           |
| 4.  | 〈배웅〉 (7집 후반 수록곡)                                                                  | 윤종신 | 하림           | 하림           |           |
| 5.  | 〈잘했어요〉 (8집 헤어진 사람들을 위한 지침서 수록곡)                                       | 윤종신 | 하림           | 나원주         |           |
| 6.  | 〈이층집 소녀〉 (4집 공존 타이틀곡)                                                         | 박주연 | 윤종신         | 윤종신         |           |
| 7.  | 〈길〉 (6집 육년 타이틀곡)                                                                  | 윤종신 | 윤종신, 유희열 | 유희열         |           |
| 8.  | 〈H에게〉 (015B 2집 Second Episode 수록곡)                                                  | 윤종신 | 정석원         | 정석원         |           |
| 9.  | 〈모처럼〉 (8집 헤어진 사람들을 위한 지침서 수록곡)                                         | 윤종신 | 하림           | 윤종신         |           |
| 10. | 〈떠나간 친구에게 with 신해철 외〉 (1집 처음 만날 때처럼 수록곡)                            | 윤종신 | 정석원         | 정석원         |           |
| 11. | 〈우둔남녀 Duet with 박정현〉 (7집 후반 수록곡)                                             | 윤종신 | 윤종신, 하림   | 하림           |           |
| 12. | 〈우리 이렇게 스쳐보내면 Duet with 박선주〉 (015B 3집 The Third Wave 수록곡)                | 정석원 | 윤종신, 정석원 | 정석원         |           |
| 13. | 〈그럴때마다 with 김창원, 조삼희, 김연우, 이장우, 조규찬〉 (토이 2집 Youheeyeol 타이틀곡)   | 유희열 | 유희열         | 유희열         |           |
| 14. | 〈우에게 with 015B〉 (6집 육년 수록곡)                                                      | 윤종신 | 윤종신, 유희열 | 유희열         |           |
| 15. | 〈내 사랑 못난이〉 (4집 공존 수록곡)                                                        | 윤종신 | 윤종신         | 박용찬         |           |
| 16. | 〈여자 친구〉 (5집 우 수록곡)                                                               | 유희열 | 유희열         | 유희열         |           |
| 17. | 〈처음 만날 때처럼〉 (1집 처음 만날 때처럼 타이틀곡)                                        | 윤종신 | 윤종신         | 정석원         |           |
| 18. | 〈Annie〉 (8집 헤어진 사람들을 위한 지침서 타이틀곡)                                        | 윤종신 | 윤종신         | 윤종신         |           |
| 19. | 〈머물러요〉 (7집 후반 수록곡)                                                              | 윤종신 | 윤종신, 하림   | 하림           |           |
| 20. | 〈부디...〉 (4집 공존 수록곡)                                                               | 윤종신 | 윤종신         | 윤종신         |           |
| 21. | 〈나의 이십대〉 (6집 육년 수록곡)                                                           | 윤종신 | 윤종신, 유희열 | 유희열         |           |
| 22. | 〈오늘〉 (5집 우 수록곡)                                                                    | 윤종신 | 윤종신, 유희열 | 유희열         |           |
| 23. | 〈텅빈 거리에서〉 (015B 1집 공일오비 타이틀곡)                                              | 정석원 | 정석원         | 정석원         |           |
| 24. | 〈아버지의 사랑처럼 with 이승환, 김동률, 김현철, 박용찬, 김돈규, 김종서〉 (4집 공존 수록곡) | 윤종신 | 윤종신         | 윤종신         |           |
| 25. | 〈스케치북 Duet with 김장훈〉 (토이 4집 A Night In Seoul 타이틀곡)                          | 유희열 | 유희열         | 유희열         |           |
| 26. | 〈언제나 그랬던 것처럼 Duet with 박영미〉 (3집 The Natural 수록곡)                          | 박창학 | 윤종신, 정석원 | 정석원         |           |
| 27. | 〈굿바이 Duet with 장혜진〉 (4집 공존 수록곡)                                               | 박주연 | 정석원         | 정석원         |           |